# Metencèfal
El terme metencèfal és una categorització de desenvolupament, i es correspon a les parts del romboencèfal anterior i és originari de la quarta vesícula cerebral; formant al voltant del quart ventricle, la protuberància i el cerebel.